# Vorderweißenbach
Vorderweißenbach là một đô thị thuộc huyện Urfahr-Umgebung thuộc bang Oberösterreich, Áo. Đô thị Vorderweißenbach có diện tích 53 km², dân số thời điểm năm 2006 là 2059 người.